# Foxx Fights Back
Foxx Fights Back, anche scritto Fox Fights Back o Fox Fights Back! nelle schermate dei titoli, è un videogioco pubblicato nel 1988 per Commodore 64 e ZX Spectrum, uno dei due prodotti di esordio dell'editore Image Works. Protagonista del gioco è una volpe cartonesca che, sgridata dalla moglie, deve procurare il cibo per la tana. Pur correndo a quattro zampe come una vera volpe, all'occorrenza può alzarsi in piedi, sguainare armi da fuoco e sparare ai nemici.

## Modalità di gioco
La volpe può correre e saltare in un paesaggio di campagna a scorrimento orizzontale nei due sensi, con visuale laterale. In giro si trovano vari tipi di cibo, come le mele sugli alberi; se ne possono raccogliere fino a quattro unità alla volta, che vanno riportate alla tana.
I nemici includono cani da caccia armati di fucile, alcuni anche in motocicletta, scoiattoli che difendono la frutta con noci esplosive, galline che svolazzano e bombardano con uova.
Inizialmente la volpe possiede una pistola con colpi illimitati ma poco potente, in seguito si possono trovare altre armi da fuoco con diverse caratteristiche.
L'energia della volpe è indicata da un "fiatonometro", un'immagine della faccia della volpe con la lingua penzolante: più la lingua si allunga e più si è vicini a perdere una vita. L'energia può essere recuperata riportando il cibo alla moglie oppure entrando in tane di conigli e pollai e mangiando direttamente gli occupanti. Alcune tane forniscono anche scorciatoie per muoversi rapidamente tra due punti della campagna.
La colonna sonora è formata da versioni frenetiche della Marcia dei toreador della Carmen e altre musiche classiche.